# Boruszowice
Boruszowice (niem. Boruschowitz, śl. Boruszowjec) – wieś sołecka w Polsce położona w województwie śląskim, w powiecie tarnogórskim, w gminie Tworóg.
Według statutu gminy Tworóg miejscowość jest częścią sołectwa o nazwie Boruszowice i Hanusek. 

## Charakterystyka
Przez Boruszowice przepływa rzeka Stoła, do której wpada Graniczna Woda.

## Nazwa
Według niemieckiego językoznawcy Heinricha Adamy’ego nazwa miejscowości pochodzi od staropolskiej nazwy lasu iglastego - boru. W swoim dziele o nazwach miejscowych na Śląsku wydanym w 1888 roku we Wrocławiu jako najstarszą zanotowaną nazwę miejscowości, wcześniejszą od niemieckiej wymienia Boruszowice podając jej znaczenie "Kieserwald" czyli po polsku "Żwirowy las, bór". Niemcy zgermanizowali nazwę na Boruschowitz w wyniku czego utraciła ona swoje pierwotne znaczenie.
W czasie II wojny światowej niemiecka nazistowska administracja III Rzeszy zmieniła nazwę na nową, całkowicie ahistoryczną - Waldborn.

## Historia

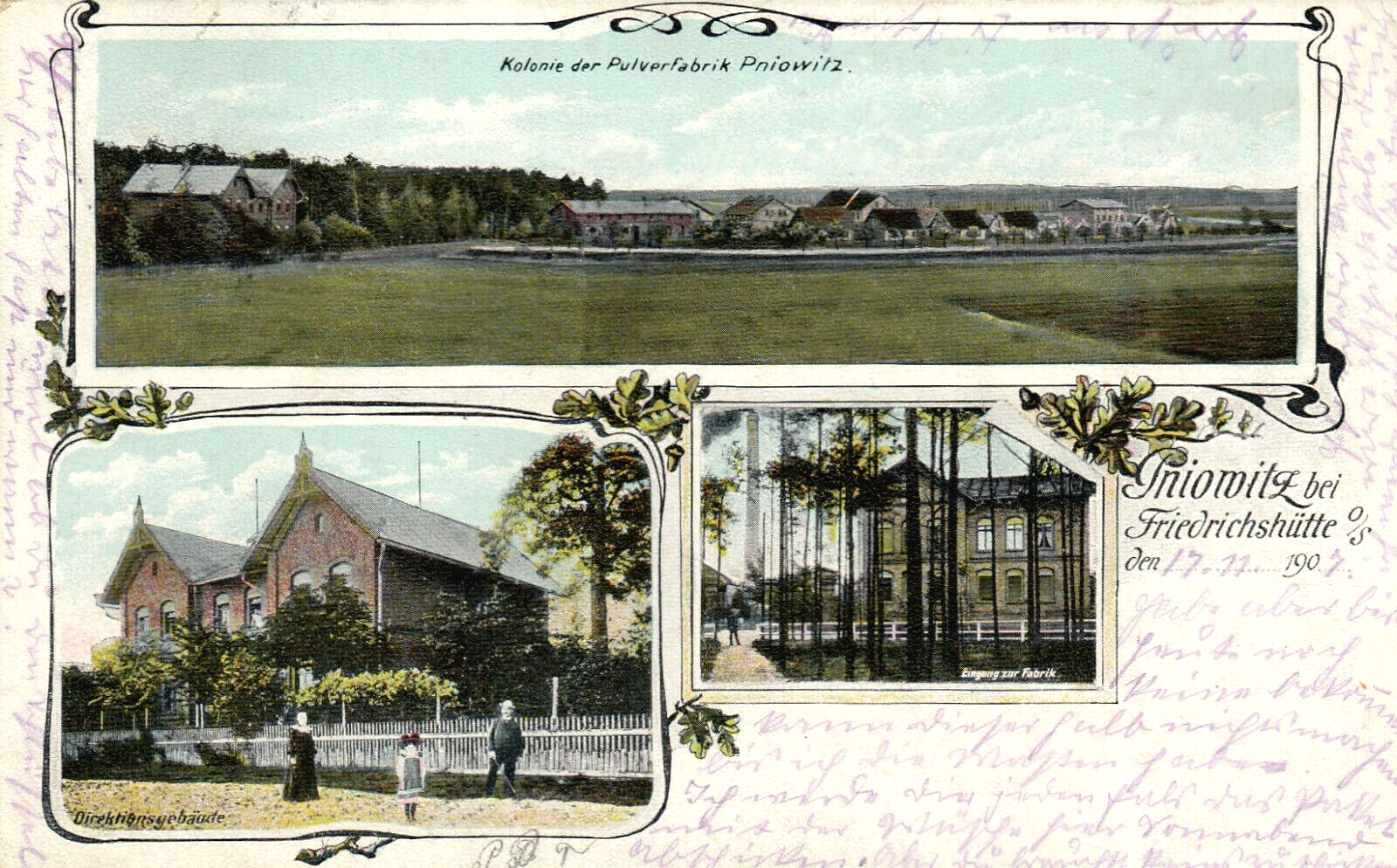
Zabudowania Kolonii Fabrycznej w Boruszowicach, willa dyrektora fabryki oraz wejście na teren zakładu; pocztówka z lat 1910–1914

Boruszowice powstały w 1743, kiedy zaczęła tu działać huta żelaza, która w 1894 ewoluowała w fabrykę materiałów wybuchowych, a w 1924 w wytwórnię papieru. W 1908 we wsi urodził się werbista, Stefan Łysik, badacz folkloru i gwar śląskich. Obszar ten objęty był II i III powstaniem śląskim. W czasie plebiscytu większość mieszkańców głosowała za przyłączeniem do Polski. Boruszowice i Mikołeska jako jedyne miejscowości gminy Tworóg znalazły się w granicach II RP.
W okresie międzywojennym w miejscowości stacjonowała placówka Straży Granicznej I linii „Boruszowice”.
W latach 1945–54 wieś była siedzibą gminy Boruszowice. W latach 1954–1972 wieś należała i była siedzibą władz gromady Boruszowice. W latach 1950–1998 miejscowość należała administracyjnie do województwa katowickiego.
1 stycznia 1973 włączone do miasta Strzybnica.
W latach 1975–1977 Boruszowice znajdowały się w granicach administracyjnych Tarnowskich Gór. 
Na północny wschód od Boruszowic do 1992 znajdował się Rezerwat Dębów Boruszowickich. We wsi swój stadion ma klub piłkarski LKS Olimpia Boruszowice. Działa tutaj jednostka Ochotniczej Straży Pożarnej. Znajduje tu się również szkoła podstawowa i przedszkole

## Zabytki

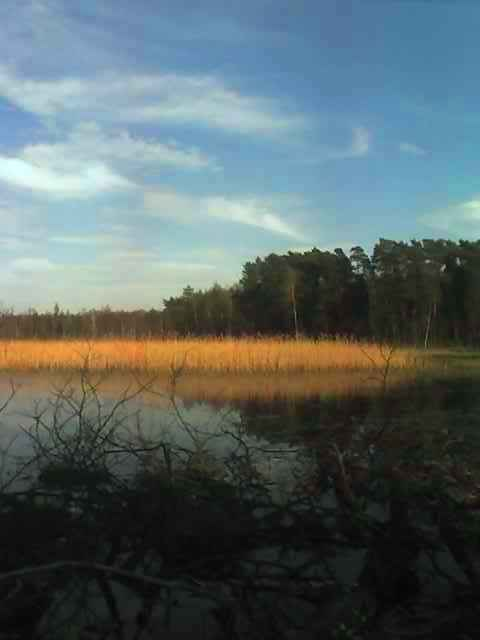
Dawny rezerwat Dęby Boruszowickie, mokradła w dolinie Granicznej Wody (2007)

W centrum wsi (Kolonia Fabryczna) znajduje się sporo zabytkowych budynków z początku XX wieku oraz krzyż przydrożny z 1946, wzniesiony tutaj jako wotum dziękczynne za ocalenie w II wojnie światowej. Najciekawszym zabytkiem Boruszowic jest jednak fabryka papieru z 1894, w której można podziwiać maszyny z 1929 i świetlicę fabryczną (1910) zaadaptowaną do celów sakralnych w 1970. O polskości tego regionu świadczy krzyż przydrożny z 1886 z polską tabliczką inskrypcyjną. Kolonia Fabryczna w 2017 została wpisana do rejestru zabytków.

## Komunikacja
Boruszowice leżą na trasie kilku linii autobusowych obsługiwanych przez Międzygminny Związek Komunikacji Pasażerskiej w Tarnowskich Górach łączących wieś z Tarnowskimi Górami, Krupskim Młynem oraz Tworogiem. Oprócz tego Boruszowice są skomunikowane kilkoma liniami mikrobusów z innymi miejscowościami gminy Tworóg.